# Melanie Misamer

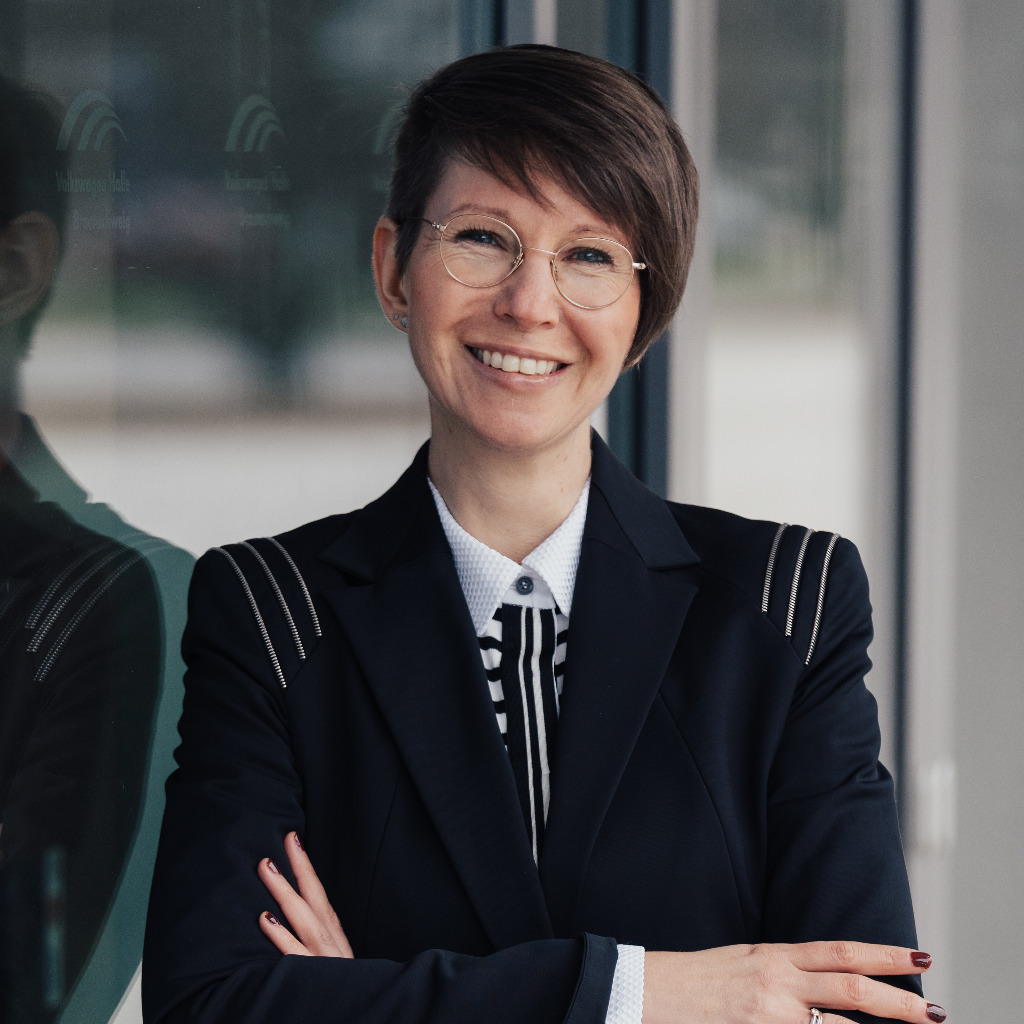
Melanie Misamer (2019)

Melanie Misamer (* 1981 in Bad Kreuznach) ist eine deutsche Sozialwissenschaftlerin und Hochschullehrerin. Sie forscht auf dem Gebiet der Machtforschung und Machttheoriebildung.

## Beruflicher Werdegang
Misamer studierte von 2006 bis 2011 an der Universität Vechta Soziale Arbeit. Hieran schloss sich von 2012 bis 2018 eine Promotion (Dr. phil.) am Institut für Pädagogische Psychologie an der Technischen Universität Braunschweig zum Thema Macht und Machtmittel in der Schule an. Nach einer dreijährigen Lehrtätigkeit an Hoch- und Privatschulen sowie Praxistätigkeit u. a. in den Bereichen Flexible Hilfen, Wohngruppenarbeit und Inobhutnahme, wurde sie ab 2020 zunächst Verwalterin einer Professur, dann Professorin an der HAWK Hildesheim, Holzminden, Göttingen, Fakultät für Ingenieurwissenschaften und Gesundheit, Lehreinheit Gesundheit im Bereich des Gesundheitscampus.

## Forschung
Melanie Misamer forscht zu den Themen „Machtsensibilität“, Macht als zunächst neutralem Potenzial (das auf die eine oder andere Weise angewendet werden kann), konstruktive Machtanwendung im Sinne des Win-Win-Prinzips (in Abgrenzung zu destruktiver Machtanwendung), Machtanwendung und (ethischen) Prinzipien sowie Gesundheit und Macht. Empirisch hat sie unter anderem den schulischen, den sozialarbeiterischen, den hochschulischen und den notfallmedizinischen Bereich untersucht. Ihre Sicht auf Macht und ihre Forschung wurden maßgeblich durch Theorie und Forschung von Dacher Keltner und Wolfgang Scholl beeinflusst.
Ihre interdisziplinär angelegte Forschung und Theorie führte zur Entwicklung und empirischen Fundierung eines dimensionalen Machtkonzepts, basierend auf Macht als zunächst neutralem Potenzial, das auf die eine oder andere Weise (konstruktiv oder destruktiv) angewendet werden kann. Außerdem entwickelte sie ein Handlungskonzept der Machtsensibilität, das in machtasymmetrischen Situationen den „schwächeren Part“ absichert und partizipativ stärkt und ein Machtsensibilitätsscreening für Studierende und Sozialarbeitende.

## Mitgliedschaften
- Deutsche Gesellschaft für Soziale Arbeit (DGSA)
- Deutsche Vereinigung für Soziale Arbeit im Gesundheitswesen (DVSG)

## Publikationen (Auswahl)
- Machtsensible Praxis in der Sozialen Arbeit. Interdisziplinäre und evidenzbasierte Methoden. Stuttgart 2025, ISBN 978-3-17-044168-2
- Der machtsensible Umgang mit Adressierten und seine Auswirkungen auf Adressierte und Sozialarbeiter*innen: Eine qualitative Studie. In: Blätter der Wohlfahrtspflege, 2/25, S. 69–71.
- Machtsensibilität messen: ein Screening zur Selbsteinschätzung. In: FORUM sozial, Nr. 1, 2024, ISSN 1433-3945, S. 50–54.
- Das multidisziplinäre dimensionale Machtkonzept. Basis des Handlungskonzepts Machtsensibilität [online]. Bonn: socialnet. 2023 (Online)
- Machtsensibilität in der Sozialen Arbeit. Grundwissen für reflektiertes Handeln. Kohlhammer, Stuttgart 2023, ISBN 978-3-17-042185-1.
- Der verantwortungsvolle Machtgebrauch. In: EREV-Fachzeitschrift Evangelische Jugendhilfe. Band 97, 2020, ISSN 0943-4992, S. 4–12.
- Machtsensibilität bei Sozialarbeitern. Impulse aus pädagogisch-psychologischer Sicht. In: EREV-Fachzeitschrift Evangelische Jugendhilfe. Band 96, 2019, ISSN 0943-4992, S. 164–173.
- Macht und Machtmittel in der Schule. Eine empirische Untersuchung. Jacobs, Lage 2019, ISBN 978-3-89918-266-8.
- Machthandeln und professionsethische Prinzipien in der Kinder- und Jugendhilfe. In: Soziale Passagen. Nr. 10 (2), 2018, ISSN 1867-0180, S. 231–244.
- mit Nadine Albrecht: Zum Umgang mit Macht in der Arbeitspraxis: Ein machtsensibles Fachgespräch mit einer Führungskraft aus der Sozialen Arbeit. In: FORUM sozial. Nr. 2, 2023, ISSN 1433-3945, S. 22–26.
- mit Lena Hennecken: Machtsensibilität in der Praxis Sozialer Arbeit. Eine explorative Analyse. In: EREV-Fachzeitschrift für evangelische Jugendhilfe. Band 99, 2022, ISSN 0943-4992, S. 194–201.
- mit Markus Flentje, Alexander Stötefalke, Hendrik Eismann Usage of power in the education of paramedics. Survey study for analysis of a questionnaire and situation assessment in Journal for Medical Education, Band=38, Nummer=6, 2021 (Online)
- mit Wolfgang Scholl: Eingeschätzte Machtanwendung in der Kindheitspädagogik. Zur Wichtigkeit von Prinzipienorientierung. In: Soziale Arbeit. 2021, ISSN 0490-1606, S. 178–183.
- mit Barbara Thies: Macht- und statussensible Hochschullehre. In: David Kergel, Birte Heidkamp (Hrsg.): Praxishandbuch Habitussensibilität und Diversität in der Hochschullehre. Prekarisierung und soziale Entkopplung. Transdisziplinäre Studien (= Prekarisierung und soziale Entkopplung – transdisziplinäre Studien). Springer VS, Wiesbaden 2019, ISBN 978-3-658-22399-1, S. 497–514.